# Clairville (Louis-François Nicolaïe)
Pour les articles homonymes, voir Clairville.

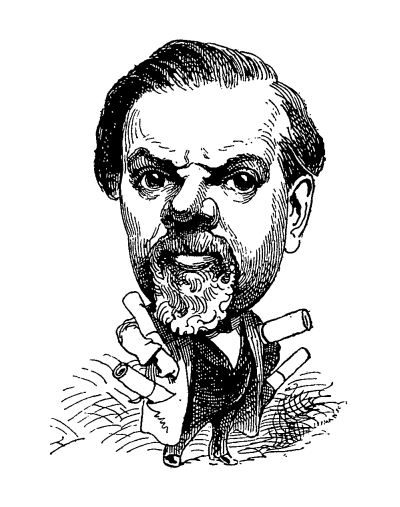
Caricature de Clairville parue dans Le Trombinosocope de Touchatout en 1874.

Louis-François-Marie Nicolaïe, dit Clairville, né le 28 janvier 1811 à Lyon et mort le 8 février 1879 à Paris 10e, est un comédien, poète, chansonnier, vaudevilliste, goguettier et auteur dramatique français.
Auteur prolifique, pour ne pas dire prolixe, seules sont connues les pièces qu’il a écrites en collaboration avec d’autres dramaturges et ses librettos.

## Biographie
Il est le fils d’Alexandre-Henri Nicolaïe dit Clairville, artiste dramatique et régisseur de théâtre lyonnais, et de Joséphine de Greville. 
Il débute, en 1821 à Paris au théâtre du Luxembourg comme acteur chez Madame Saqui, puis comme régisseur, et enfin, à partir de 1837, exclusivement comme auteur dramatique. Il y fait représenter une quarantaine de pièces. Il s’introduit ensuite à l’Ambigu-Comique pour jouer les « utilités ». Mais, pour lui, c’était le lieu idéal pour développer sa verve d’auteur dramatique, qui fut sa seule vraie vocation. Son imagination débridée, sa facilité de versification qui reste fluide, mais aussi son souci constant de perfection vont faire merveille. Il conçoit d’abord une revue intitulée 1836 dans la lune, dont le succès va le lancer dans le métier. Il voit tous les « petits » théâtres s’ouvrir : le Beaumarchais, la Gaîté, le Gymnase, les Variétés, les Divertissements. Son pouvoir de création semble illimité avec pièces drôles, pièces sérieuses, revues, féeries, satires et parodies.
On lui attribue au moins 230 pièces diverses dont 50 ont atteint cent représentations suivies. Mais on est loin du compte puisqu’on trouvera après sa mort nombre d’œuvres inédites. Il peut être considéré comme l’« Alexandre Dumas du vaudeville ». Sa production fut le fruit d’une véritable industrie. Pour davantage d’efficacité, il s’était adjoint depuis le début le concours du fidèle mais énigmatique Édouard Miot. Le groupe de ses collaborateurs, triés sur le volet, grossira avec le temps des succès. Rien de l’actualité ne leur échappe et ils ont la même source d’inspiration que nos chansonniers et le même sens des titres accrocheurs.
Il collabora avec d’autres auteurs pour toutes sortes de spectacles et notamment avec des librettistes pour des opéras-comiques qu’on nomme aujourd’hui opérettes.
Clairville a été un membre actif et remarqué de la quatrième Société du Caveau, dont il a été président en 1871.
En 1853, il publie Chansons et Poésies, recueil de rimes, allant de l’égrillard des chansons, « qui se chantent au dessert » selon le chroniqueur Albert Blanquet, à la simplicité touchante des poésies. Il reçoit la croix de chevalier de la Légion d'honneur, le 14 août 1857.
En 1870, il écrit la chanson Les Deux Canailles, en réponse à la chanson d'Alexis Bouvier, La Canaille. En 1871, il écrit au moins deux chansons anti-communardes : L'Internationale, où il donne sa vision de l'Internationale ouvrière comme un regroupement de brigands, et La Commune, où il appelle au massacre des Communards.
Clairville meurt le 8 février 1879 des suites d'une fluxion de poitrine,,. Après des obsèques en l'église Saint-Eugène le 10 février suivant, il est enterré au cimetière Montmartre (23e division) où son tombeau est toujours visible.
Il laisse deux fils : Charles-Albert Nicolaïe dit Clairville (1833-1892), employé au Comptoir d'Escompte de Paris, né d'une liaison avec Augustine Philippon; et Édouard-François Nicolaïe dit Clairville (1854-1904), musicien et compositeur sous le nom de Clairville fils, né de son mariage avec Angélique Gabrielle Pagès. C’est également l’oncle du dramaturge et librettiste Charles-Victor Nicolaïe dit Charles Clairville (1855-1927).

## Témoignages
Le Dictionnaire de la conversation et de la lecture écrit, en 1853 : 

« Clairville fait effectivement une pièce comme un écolier broche un pensum. C’est le type de la fécondité stérile ; l’homme a la fois qui a le plus enfanté et le moins écrit. Il ne compose pas ses vaudevilles, il les confectionne ; sa littérature est toute de pacotille, et ses œuvres d’occasion. Son cabinet est une sorte de friperie littéraire, où l’on brosse et rhabille à neuf les vieux mots râpés et les calembours ensevelis. Pas une mesure administrative, pas une annonce bizarre, pas une invention nouvelle que M. Clairville n’ait mise en scénario ou tournée en couplets. C’est l’homme de la revue et de la parodie par excellence. Voulez-vous connaitre l’histoire politique, sociale et industrielle des dix dernières années, lisez le théâtre de M. Clairville. Il a chanté les escargots sympathiques, dialogué l’exposition de Londres et les trains de plaisir. Il a mis M. Proudhon en cinq actes, son projet de suppression d’impôts en autant. Indépendamment des drames héroïques et des pochades de pure facétie, M. Clairville a quelquefois abordé la comédie de mœurs. »

Charles Monselet écrit, en janvier 1858, dans Le Monde illustré : 

« Ce que nous ne comprenons pas, c'est de voir, accolés au nom de M. Clairville, les noms fraternels de MM. Édouard Martin et Albert Monnier, les deux jeunes auteurs de L'Affaire de la rue de Lourcine. Pourquoi leur avoir infligé la collaboration de ce doyen de la basse littérature ? Les directeurs le prendraient-ils pour un palladium, par hasard ? Lui reconnaîtraient-ils de l'imagination, de l'habileté, des saillies ? On a parlé de ses couplets, et quelques membres obstinés du Caveau ont paru regarder comme de la verve une abondance qui trouverait son point de comparaison dans les torrents de boisson insipide dont les collèges ont le monopole. Parce que, le dernier entre ses confrères, il farcit encore de ponts-neufs ses vaudevilles, on a cité Désaugiers. Nous ne sommes pas fou du répertoire de Désaugiers ; mais enfin, nous estimons qu'il y a entre lui et M. Clairville la même différence qu'entre un chef d'orchestre et un tourneur d'orgue de Barbarie. On croit M. Clairville gai ; c'est une réputation acquise à bon marché, il lui a suffi d'employer à satiété l'air de la Mère Camus, de Fanfan la Tulipe, d'On va lui percer le flanc et de Coucou, mon père. Alors, tout le parti des gros ventres de l'acclamer comme un bon vivant et comme le restaurateur de l'esprit gaulois. »

## Œuvres
Le nombre considérable d'œuvres écrites par Clairville (plus de 600 dont 450 publiées) ne permet pas d'en faire un relevé exhaustif. Seules peuvent être retenues les pièces écrites en collaboration avec les plus grands auteurs dramatiques de son temps comme Eugène Labiche ou Dumanoir et les livrets d'opérettes qui continuent d'être représentées comme celles d'Offenbach ou de Charles Lecocq.
comme auteur dramatique

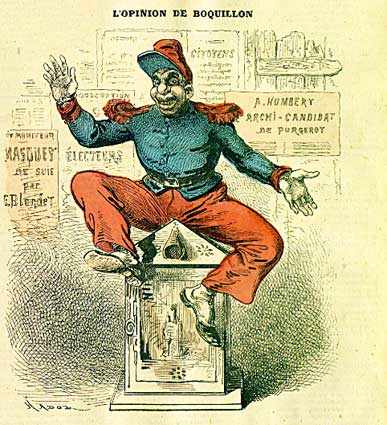
Illustration de la chanson L’opinion de Boquillon de Clairville.

- 1843 : Les Hures-Graves, avec Dumanoir et Paul Siraudin
- 1845 : Les Pommes de terre malades, avec Dumanoir
- 1845 : Le Petit Poucet, avec Dumanoir
- 1846 : Gentil-Bernard ou l'Art d'aimer, avec Dumanoir
- 1846 : Colombe et Perdreau, avec Jules Cordier
- 1846 : La Femme électrique, avec Jules Cordier
- 1846 : Clarisse Harlowe, avec Dumanoir et Guillard
- 1847 : Éther, Magnétisme et Hatchis, avec Jules Cordier
- 1847 : Léonard le perruquier, avec Dumanoir
- 1848 : La propriété, c'est le vol, avec Jules Cordier
- 1848 : L'Avenir dans le passé ou les Succès au paradis, avec Jules Cordier
- 1848 : Le Club des maris ou le Club des femmes, avec Jules Cordier
- 1848 : Les Parades de nos pères, avec Dumanoir et Jules Cordier
- 1848 : Les Lampions de la veille et les Lanternes du lendemain, avec Dumanoir
- 1849 : Les Marraines de l'an III, avec Dumanoir
- 1849 : Exposition des produits de la République, avec Eugène Labiche et Dumanoir
- 1849 : Les représentants en vacances, avec Jules Cordier
- 1850 : Lully, ou les Petits Violons de Mademoiselle, avec Dumanoir
- 1850 : Le Bourgeois de Paris ou les Leçons au pouvoir, avec Dumanoir et Jules Cordier
- 1851 : Le Duel au baiser, avec Eléonore Vaulabelle (alias Jules Cordier). Comédie mêlée de couplets en un acte.
- 1852 : Les Coulisses de la vie, avec Dumanoir
- 1852 : La Femme aux œufs d'or, avec Dumanoir
- 1852 : Le Portier de sa maison, vaudeville en 1 acte, avec Léon Lelarge
- 1853 : Les Folies dramatiques, avec Dumanoir
- 1860 : La Fille du Diable, avec Paul Siraudin et Lambert-Thiboust
- 1862 : Le Minotaure, vaudeville en 1 acte, avec Henry de Kock et Amédée de Jallais
- 1869 : Le Mot de la fin, avec Paul Siraudin
- 1869 : Paris-Revue, avec Paul Siraudin et William Busnach
- 1872 : La revue n'est pas au coin du quai, avec Paul Siraudin et Victor Koning

comme librettiste
- 1860 : Daphnis et Chloé avec Jules Cordier, musique de Jacques Offenbach
- 1864 : La Revue pour rien ou Roland à Ronge-Veau, avec Paul Siraudin et Ernest Blum, musique d'Hervé
- 1858 : Turlututu chapeau pointu, avec Edouard Martin et Albert Monnier, musique de Jules Bovéry
- 1863 : Peau d'âne, féerie en 4 actes et 20 tableaux, avec Émile Vanderburch et Laurencin, musique de Léon Fossey, théâtre de la Gaîté (14 août)
- 1872 : Héloïse et Abélard, avec William Busnach, musique d'Henry Litolff
- 1872 : La Fille de madame Angot, avec Paul Siraudin et Victor Koning, musique de Charles Lecocq
- 1873 : Les Cent Vierges, musique de Charles Lecocq
- 1874 : La Belle au bois dormant, musique d'Henry Litolff
- 1877 : Les Cloches de Corneville, avec Charles Gabet, musique de Robert Planquette

### Sources et bibliographie
- Ferdinand Höfer, Nouvelle Biographie générale, t. 10, Paris, Firmin Didot frères, 1854.
- William Duckett, Dictionnaire de la conversation et de la lecture : inventaire raisonné des notions générales les plus indispensables à tous, t. 5, Paris, 1870, 2e éd., 805 p., gr. in-8° (lire en ligne), p. 672.
- Eugène de Mirecourt, Clairville, Eugène Labiche, Librairie des contemporains, Paris, 1869.
- Adolphe Bitard, Dictionnaire général de biographie contemporaine française et étrangère, contenant les noms et pseudonymes de tous les personnages célèbres du temps présent, l'histoire de leur vie, de leurs actes et de leurs œuvres, ainsi que la date des principaux événements de leur carrière, Paris, Maurice Dreyfous, 1878.
- Les Archives du Spectacle: https://www.lesarchivesduspectacle.net/?IDX_Personne=68784